# Nina Hartley
Nina Hartley (ur. 11 marca 1959 w Berkeley) – amerykańska aktorka i reżyserka filmów pornograficznych. W 2002 została umieszczona na dziewiątym miejscu na liście 50. największych gwiazd branży porno wszech czasów przez periodyk Adult Video News. Jest najbardziej znana w branży za „bubble butt” (często uznawany za „najlepszy tyłek w przemyśle”), sceny międzyrasowe oraz sceny lesbijskie.

## Życiorys

### Wczesne lata
Urodziła się w Berkeley w Kalifornii jako najmłodsza z czwórki dzieci. Jej ojciec był luteraninem, a matka pochodziła z rodziny żydowskiej ze stanu Alabama. Jej rodzice byli komunistami, którzy nawrócili się na buddyzm, gdy była młoda. Dorastała w San Francisco Bay Area wraz ze starszym rodzeństwem – siostrą i dwoma braćmi.
W 1977 ukończyła Berkeley High School w Berkeley. W 1985 z wyróżnieniem ukończyła szkołę pielęgniarską przy San Francisco State University. Była pielęgniarką zarejestrowaną w California Board of Registered Nursing, dopóki jej licencja nie wygasła w 1986.

### Kariera
W 1982, na drugim roku w szkole pielęgniarskiej, zaczęła pracować jako striptizerka w Sutter Cinema, a później w Mitchell Brothers O’Farrell Theater. Podczas kolejnych lat nauki, w roku 1984 dostała się do przemysłu pornograficznego. Jej imię Nina wybrano, ponieważ było łatwe do wymówienia dla japońskich turystów, którzy często odwiedzali bar w San Francisco, gdzie tańczyła. Wybrała „Hartley”, ponieważ podobały jej się popularne reklamy z kamerami, które Mariette Hartley tworzyła w tym czasie z Jamesem Garnerem. Jej debiutancki występ w filmie Educating Nina (1984) stał się wielkim hitem.
We wrześniu 1989 i w październiku 1991 była na okładce magazynu „Hustler”.
Została obsadzona w roli Prudencji w pornograficznej wersji powieści Trzej muszkieterowie wg powieści Aleksandra Dumasa Erotyczne przygody trzech muszkieterów (The Erotic Adventures of the Three Musketeers, 1992) z Chi Chi LaRue (król) i Ronem Jeremym (kapitan).
W Madrycie zagrała postać Julie Adams w filmie International Film Group (IFG) Showgirls (1996) w reżyserii José Maríi Ponce obok Hakana Belkirana, Toniego Ribasa, Maxa Cortésa i Ramóna Guevary.
Wystąpiła w kanadyjskim filmie Bubbles Galore (1996), a także w teledysku rapera 2Paca „How Do U Want It” (1996). Zagrała niewierną żonę Małego Billa (William H. Macy) w dramacie Paula Thomasa Andersona Boogie Nights (1997), była Atheną w filmie krótkometrażowym fantastycznonaukowym 180 (2005), i pojawiała się w roli dziekan Pepperstone w komedii grozy Dude Bro Party Massacre III (2015).
Jako dodatek do tradycyjnych ról w pornograficznych filmach, wyprodukowała, wyreżyserowała i wystąpiła w serii filmów Guide to ...  odkrywających całe spektrum seksu, od edukacji seksualnej i gry wstępnej, przez seks analny po BDSM. Afroamerykański aktor porno Lexington Steele powiedział w wywiadzie w 2001, że seks z Niną Hartley był bez wątpienia najlepszym seksem, jaki kiedykolwiek uprawiał.
2 października 2008 w produkcji Hustler Video Who’s Nailin' Paylin? parodiowała Hillary Clinton. Film, wyprodukowany przez Larry’ego Flynta, został wydany w dniu wyborów 4 listopada 2008, a wystąpili w nim również: Lisa Ann (jako Sarah Palin), Mick Blue (Rosjanin) i Evan Stone (profesor).
W marcu 2013 zwyciężyła w rankingu „Najlepsze aktorki porno wszech czasów” (Las mejores actrices porno de todos los tiempos), ogłoszonym przez hiszpański portal 20minutos.es.
Znalazła się w obsadzie parodii Batgirl vs. Supergirl: A XXX Parody (2017) jako matka Kary u boku Lexi Belle (Zombie), Toma Byrona (komisarz Gordon), Johnny’ego Castle (Bruno Mannheim), Rona Jeremy’ego (Pingwin), Phoenix Marie (Trujący Bluszcz), Aurory Snow (Kobieta-Kot) i Evana Stone (Batman / Bruce Wayne).

## Życie prywatne
Hartley była obrończynią przemysłu dla dorosłych. Udzieliła wywiadu, który został opublikowany w 1995 w książce Wendy McElroy XXX: A Woman's Right to Pornography (XXX: Kobiece prawo do pornografii). Opowiadała, jak w 1993 została aresztowana w Las Vegas z dziesięciorgiem innych gwiazd porno (później nazywanych „Erotyczną Jedenastką”) za wykonanie lesbijskiego show, gdzie wśród publiczności był obecny tajny agent policji. Groziło im od 6 do 12 lat więzienia za lesbijstwo i stręczycielstwo. Udało się jednak zmienić zarzuty na „złe prowadzenie się”.
Hartley zdeklarowała się jako osoba biseksualna. 31 lipca 1986 roku wyszła za mąż za Davida Arthura Carra, którego spotkała, gdy miała 19 lat. Przez 20 lat żyła w trójkącie z mężem Dave’em i partnerką Bobby Lilly (1981–2000). W 2003 rozwiodła się. – Byłam zbyt niedorosła i zaborcza. To nie działało... Zakończyło się, ponieważ złe było troje zaangażowanych ludzi – powiedziała. 7 lipca 2003 poślubiła reżysera, aktora i scenarzystę filmów porno Ernesta Greene.

## Publikacje
- Nina Hartley: Nina Hartley's Guide to Total Sex. Avery, USA, 2006. ISBN 1-58333-263-4.

## Nagrody
| Rok  | Nagroda                       | Kategoria                                                  | Film                                                                    | Inni wykonawcy |
| ---- | ----------------------------- | ---------------------------------------------------------- | ----------------------------------------------------------------------- | --- |
| 1986 | AVN Award                     | Najlepsza scena seksu w filmie fabularnym                  | Dziesięć małych dzieweczek (Ten Little Maidens, 1985), reż. John Seeman | Amber Lynn, Janey Robbins, Eric Edwards, Lisa De Leeuw, Harry Reems, Jamie Gillis, Ginger Lynn, Paul Thomas i Richard Pacheco                                                           |
| 1987 | AVN Award                     | Najlepsza aktorka – wideo                                  | jako Debbie w Debbie Duz Dishes (1987), reż. Bob Vosse                  | - |
| 1989 | AVN Award                     | Najlepsza scena w parze – film                             | Amanda by Night 2 (1988), reż. Jack Remy                                | Herschel Savage |
| 1989 | AVN Award                     | Najlepsza aktorka drugoplanowa                             | jako Diane w Portrait of an Affair (1988), reż. Anthony Spinelli        | - |
| 1991 | AVN Award                     | Najlepsza scena w parze – wideo                            | Sensual Escape (1991), reż. Gloria Leonard, Candida Royalle             | Richard Pacheco |
| 1991 | AVN Award                     | Najlepsza aktorka drugoplanowa                             | The Last X-rated Movie (1990), reż. Cecil Howard                        | - |
| 1996 | X-Rated Critics’ Organization | XRCO Hall of Fame (Aleja Sław)                             | -                                                                       | - |
| 2005 | AVN Award                     | Najlepszy taśma specjalna – Spanking                       | Nina Hartley's Guide To Spanking (2004), reż. Ernest Greene             | - |
| 2005 | AVN Award                     | Najlepszy taśma specjalna – BDSM                           | Nina Hartley's Private Sessions 13 (2004), reż. Ernest Greene           | - |
| 2006 | Ninfa (Nagroda publiczności)  | Nagroda za całokształt pracy                               | -                                                                       | - |
| 2008 | Urban Spice Award             | Hall of Fame - Ściana sławy                                | -                                                                       | - |
| 2009 | AVN Award                     | Najlepsza wykonawczyni nie biorąca udziału w scenach seksu | jako Endora w Not Bewitched XXX (2008), reż. Will Ryder                 | - |
| 2014 | Fannys Award                  | Nagroda za całokształt twórczości                          | –                                                                       | – |
| 2017 | Raven’s Eden Award            | Aleja Sław (Hall of Fame)                                  | –                                                                       | – |
| 2019 | XBIZ Award                    | Najlepsza aktorka nie występująca w scenie seksu           | Future Darkly: Artifamily (2018)                                        | - |
| 2020 | XBIZ Award                    | Najlepsza aktorka nie występująca w scenie seksu           | Girls of Wrestling (2019)                                               | - |
| 2020 | AltPorn Awards                | Ulubiony film pełnometrażowy fanów AltPorn Video           | Future Darkly: The Complete 2nd Season (2020)                           | Cherie DeVille, Alina Lopez, Derrick Pierce, Whitney Wright, Tyler Nixon, Jaye Summers, Lucas Frost, Maya Kendrick, Aria Lee, Michael Vegas, Tommy Pistol, Justin Hunt i Nathan Bronson |

## Filmografia
| Rok  | Tytuł                                                              | Rola                | Reżyser                            |
| ---- | ------------------------------------------------------------------ | ------------------- | ---------------------------------- |
| 1997 | Boogie Nights                                                      | żona Małego Billa   | Paul Thomas Anderson               |
| 2002 | Desperately Seeking Seka (film dokumentalny)                       | w roli samej siebie | Christian Hallman, Magnus Paulsson |
| 2003 | X-Rated Ambition: The Traci Lords Story (film dokumentalny)        | w roli samej siebie | Simon Kerslake                     |
| 2003 | Fluffy Cumsalot, Porn Star (film dokumentalny)                     | w roli samej siebie | Nathan S. Garfinkel                |
| 2004 | The Secret Lives of Adult Stars (film dokumentalny)                | w roli samej siebie | Doug Jacobson                      |
| 2004 | The Naked Feminist (film dokumentalny)                             | w roli samej siebie | Louisa Achille                     |
| 2004 | Pornucopia: Going Down in the Valley (miniserial dokumentalny)     | w roli samej siebie | Dan Chaykin                        |
| 2004 | Thinking XXX (film dokumentalny)                                   | w roli samej siebie | Timothy Greenfield-Sanders         |
| 2008 | 9 to 5: Days in Porn (film dokumentalny)                           | w roli samej siebie | Jens Hoffmann                      |
| 2012 | After Porn Ends (film dokumentalny)                                | w roli samej siebie | Bryce Wagoner                      |
| 2013 | Brad Warner's Hardcore Zen (film dokumentalny)                     | w roli samej siebie | Pirooz Kalayeh                     |
| 2014 | Back Issues: The Hustler Magazine Story (film dokumentalny)        | w roli samej siebie | Michael Lee Nirenberg              |
| 2015 | X-Rated: The Greatest Adult Movies of All Time (film dokumentalny) | w roli samej siebie | Bryn Pryor                         |
| 2016 | Sticky: A (Self) Love Story (film dokumentalny)                    | w roli samej siebie | Nicholas Tana                      |